# 于耶
于耶（法語：Huillé，法語發音：[ɥije] ⓘ）是法国曼恩-卢瓦尔省的一个市镇，位于该省北部，属于昂热区。2019年1月1日，于耶与市镇莱济涅合并为新市镇于耶-莱济涅。

## 地理
于耶（47°38'53"N, 0°18'19"W）面积12.53 平方千米，位于法国卢瓦尔河地区大区曼恩-卢瓦尔省，该省份为法国西部内陆省份，大致对应安茹地区，北起顺时针与马耶讷省、萨尔特省、安德尔-卢瓦尔省、维埃纳省、德塞夫勒省、旺代省、大西洋卢瓦尔省和伊勒-维莱讷省接壤。
与于耶接壤的市镇（或旧市镇、城区）包括：巴拉塞、多姆赖、迪尔塔勒、莱济涅、卢瓦河畔塞什。
于耶的时区为UTC+01:00、UTC+02:00（夏令时）。

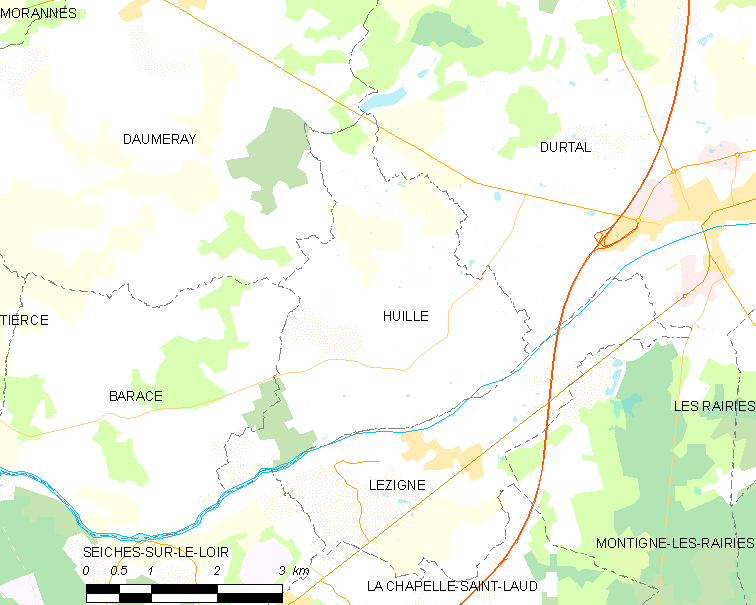
于耶的OSM定位图

## 行政
于耶的邮政编码为49430，INSEE市镇编码为49159。

## 政治
于耶所属的省级选区为昂热第六县。

## 人口

1962-2008年间于耶人口变化图示

于耶于2018年1月1日时的人口数量为556人。